# محمد مفیدی
محمد مفیدی (زاده ۱۳۲۷، تهران - اعدام شده مهر ۱۳۵۱) فعال سیاسی-مبارزاتی در دهه‌های چهل و پنجاه. عضو سازمان حزب‌الله و سازمان مجاهدین خلق ایران است.

## زندگینامه
محمد مفیدی در سال ۱۳۲۷ در تهران متولد شد و تحصیلات خود را در رشته طبیعی در مدرسه دارالفنون گذراند. او به خاطر مناسبات خانوادگی به نهضت آزادی آشنا بود و در جوانی از طریق احمد احمد به حزب‌الله دعوت شد. وی فعالیت‌های مبارزاتی خود را با سعید صفار اول و علیرضا سپاسی آشتیانی پی گرفت و از طریق اینها به سازمان مجاهدین خلق پیوست.
او در دوران مبارزه با نام‌های مستعار محمد لطفی و محمد امینی به فعالیت می‌پرداخت، محمد در سال ۱۳۵۰ یک مرتبه مورد سوءظن مأمورین کلانتری بخش ۷ قرار گرفت و دستگیر شد و پس از رفع مظنونیت آزاد شد. او از شهریور سال ۱۳۵۰ پس از ضربه ساواک به سازمان مجاهدین همواره تحت تعقیب بود، او در مرداد ماه سال ۵۱ به همراه محمد باقر عباسی و علیرضا سپاسی آشتیانی دست به ترور موفق سرلشکر طاهری زدند، در اوایل شهریور سال ۵۱ مفیدی و عبادی دستگیر شدند و پس از شکنجه‌های فراوان سرانجام در تاریخ ۵/۱۰/۱۳۵۱ به دست ساواک اعدام شدند. 

اعترافات محمد مفید در روزنامه اطلاعات

محمد مفیدی در دفاعیات خود در دادگاه چنین گفت:
" .... طاهری قاتل اعدام شد، تا همه خائنین و ستمگران بدانند که ولو چند روزی هم از جزای عملشان بگریزند لیکن عاقبت دست خدا و خلق آنها را به سزای سیاهکاری هایشان خواهد رساند. اما این که چرا طاهری را انتخاب کردیم دلایل فراوانی داشت، در جریان کشتار وحشیانه ۱۵ خرداد او در مقام معاونت پلیس تهران تیراندازی و سرکوب مردم بی پناه و بی گناه را هدایت می‌کرد، پی آیا نمی‌باید او را قصاص می‌کردیم …"

## تحصیلات و فعالیت ها
وی پس از طی دوره متوسطه در مدرسه عالی ترجمه در رشته زبان انگلیسی به تحصیل پرداخت. وی به دلیل موقعیت سیاسی خانواده (عضویت برادر و شوهر خواهرش در نهضت آزادی) دارای اطلاعات سیاسی-اجتماعی نسبتاً خوبی بود، ولی با این حال بیشتر به فعالیت‌های اجرایی و عملی گرایش داشت.
وی در سال ۱۳۵۰ به عضویت سازمان حزب‌الله درآمد و مدتی بعد به شورای مرکزی آن ملحق شد. پس از ادغام حزب‌الله در سازمان مجاهدین خلق، با مجاهدین همراه شد. مفیدی ارتباط وسیعی با افراد و گروه‌های مختلف داشت. در انتقال اخبار و اطلاعات به حزب‌الله و سازمان مجاهدین نقش بسزایی داشت.